# NGC 147
NGC 147 (také známá jako Caldwell 17) je trpasličí sférická galaxie v souhvězdí Kasiopeji vzdálená přibližně 2,5 milionů světelných let. Objevil ji John Herschel 8. září 1829.
Je členem Místní skupiny galaxií a spolu s NGC 185 je satelitní galaxií Galaxie v Andromedě (M31). Zároveň s NGC 185 vytváří fyzickou dvojici.
Členství NGC 147 v Místní skupině galaxií potvrdil Walter Baade v roce 1944, když byl schopen rozlišit v galaxii jednotlivé hvězdy pomocí dalekohledu o průměru 2,5 metru na Observatoři Mount Wilson poblíž Los Angeles. Skutečný rozměr galaxie je přibližně 10 000 světelných let.

## Pozorování
NGC 147 se na obloze nachází v jižním výběžku souhvězdí Kasiopeji, blízko hranice se souhvězdím Andromedy, 5,5° jižně od hvězdy ζ Cassiopeiae s magnitudou 3,65 a 7° severně od Galaxie v Andromedě. Je vizuálně slabší a trochu rozlehlejší než NGC 185 (kterou je možné nalézt i v malém dalekohledu), takže má menší plošnou jasnost a je obtížnější ji nalézt. Přesto se dá středně velkými amatérskými dalekohledy pozorovat.
V příručce Webb Society Deep-Sky Observer's Handbook
je její vzhled popisován jako „velká, docela slabá, nepravidelně zaoblená; uprostřed se zjasňuje směrem k jádru, vypadajícímu jako hvězda“.

## Vlastnosti
Průzkum nejjasnějších hvězd na asymptotické větvi obrů v oblasti o poloměru 2′ od středu galaxie ukázal, že poslední významná hvězdotvorná činnost v NGC 147 proběhla před 3 miliardami let.
Galaxie obsahuje velký počet starých hvězd, které mají široké rozpětí metalicity a stáří. Rozpětí metalicity naznačuje, že galaxie podstoupila obohacení chemickými prvky. Nicméně oblasti neutrálního vodíku zde nebyly nalezeny a horní hranice hmotnosti mezihvězdné hmoty je mnohem nižší než je očekáváno, kdyby materiál vyvržený z vybuchlých supernov zůstal v galaxii. Z toho vyplývá, že galaxie již tuto hmotu ztratila.